# World Events Productions
World Events Productions (WEP) – amerykańska firma z St. Louis w stanie Missouri zajmująca się produkcją i dystrybucją seriali animowanych. Znana m.in. z produkcji serialu animowanego Denver, ostatni dinozaur oraz anime Voltron – obrońca wszechświata i Jeździec srebrnej szabli.

## Seriale animowane
- Voltron – obrońca wszechświata (1984–1985)
- Jeździec srebrnej szabli (1987–1988)
- Denver, ostatni dinozaur (1988)
- Gwiezdny Królewicz (1989)
- Voltron – trzeci wymiar (1998)

Źródło: